# Niezaprzeczalność
Niezaprzeczalność (ang. non-repudiation) – brak możliwości wyparcia się swego uczestnictwa w całości lub w części wymiany danych przez jeden z podmiotów uczestniczących w tej wymianie.
W bezpieczeństwie teleinformatycznym niezaprzeczalność jest realizowana m.in. przez zgromadzenie odpowiedniej ilości materiału dowodowego dokumentującego dokonanie operacji, co ogranicza możliwość nieuzasadnionego wyparcia się jej przez strony. Ponadto możliwość wyparcia się ograniczają operacje kryptograficzne, w których każda ze stron dysponuje swoim indywidualnym, unikalnym kluczem prywatnym.
Zapewnienie niezaprzeczalności transakcji jest jedną z cech podpisu kwalifikowanego. Jest ona realizowana przez wymóg stosowania poświadczonego certyfikatu, wiążącego tożsamość osoby z kluczem publicznym, wymóg przechowywania klucza prywatnego na karcie kryptograficznej oraz wymóg zabezpieczenia jej indywidualnym kodem PIN.